# 若松賤子
若松 賤子（わかまつ しずこ、1864年4月6日（元治元年3月1日） - 1896年（明治29年）2月10日）は、日本の教育家、翻訳家、作家。巌本善治の妻。別名に巌本嘉志子。バーネットの『小公子』の名訳で知られ、日本で初めて少年少女のためのキリスト教文学を紹介した。

## 生涯
1864年3月１日に、会津藩藩士松川勝次郎正義の長女として、会津藩城下の阿弥陀町（現・会津若松市宮町）に生まれた。本名は松川甲子（かし）であり、『甲子』の名は誕生年の干支に因む。
甲子が1歳のとき父正義は隠密となり、1868年（明治元年）の戊辰戦争は父不在の間、母と甲子と妹美也（0歳）だけで過酷な状況に耐えた。なお、甲子の母に関しては詳しいことは分かっていない。父勝次郎正義は翌年、藩の移封先、斗南（現・むつ市）へと去り、そこで行方不明となる。また、母は1870年（明治3年）に過労がたたり、会津で28歳の若さで病気により没した。
1872年（明治3年）、6歳の甲子は若松に来ていた親戚の横浜の織物商・山城屋和助の番頭大川甚兵衛に見込まれて養女となる。しかし、方言も土地も何もかも違う新天地で塞ぎ込みがちになってしまったため、養母の勧めもあり1871年（明治4年）プロテスタントの宣教師メアリー・エディ・キダー（Mary E. Kidder）の英語塾（のちのフェリス女学院）に入塾し、アメリカ式の教育を受けた。そして1877年（明治10年）13歳の時、日本基督公会（のちの日本キリスト教会横浜海岸教会）で稲垣信牧師より受洗した。
1882年6月29日（明治15年）、18歳になった甲子はフェリス和英女学校（旧英語塾）の高等科第一回生として卒業し、校長の強い要望もあり、母校の教師として教壇に立った。この頃に名乗った『島田』姓は、父の隠密時代の仮の姓という。
1883年（明治16年）、養父が亡くなる。養父は1841年4月のフェリス増改築の落成式で女性の社会的地位向上や女子教育の必要性などを説くなど、フェミニスト運動に先駆けた活動を精力的に行っていた。
1885年（明治18年）、上京していた勝次郎正義のもとへ復籍した。既に肺結核を病んでいた。
フェリスに講演に来た巌本善治と知り合い、彼の勧めもあり1886年（明治19年）、彼の主宰の『女学雑誌』に、紀行文『旧き都のつと』と詩『木村鐙子を弔ふ英詩』を若松賤子名で掲載した。若松は故郷の名であり、賤子は『神のしもべ』の意という。他にしづ・賤・某女・賤の女、などのペンネームも用いた。『甲子』も『嘉志子』と書いた。
1889年（明治22年）25歳の時、巌本と横浜海岸教会で結婚し、フェリスを退いて善治の『明治女学校』で教鞭を執った。この時結婚式で夫に送ったアリス・ケアリーの詩「The Bridal Veil」(米，1822)は男女平等を前提とした詩である。夫妻は後に清子・荘民・民子の3人の子を授かることになる。
50余篇の記事を女学雑誌に載せ、特に1890年（明治13年）から翌々年にかけて同誌に連載した翻訳小説『小公子』は森田思軒や坪内逍遥に激賞され、長く少年層に読み継がれることになった。加えて、本作は言文一致体という観点からも軽んじることはできない。
1894年（明治27年）からは、英文誌『The Japan Evangelist』（日本伝導新報）の婦人欄と児童欄を担当し、日本の行事や習慣の紹介を70余篇掲載する。
家事と育児と執筆の多忙な中で、甲子の結核の病状は進行していく。1896年（明治29年）2月10日、明治女学校が炎上した5日後に、校長舎からの避難により病状が悪化し、麹町区下六番町の仮寓において肺疾患に心臓麻痺を併発して死去した。31歳没。遺体は、染井墓地に葬られた。墓碑には若松の遺言にしたがい、「賤子」の二字のみ刻まれている。
樋口一葉が若松に贈った哀悼歌。なお樋口も賤子の死から9ヶ月後の11月23日に24歳で死去している。

## おもな文業

### 雑誌への投稿（抄）
- 『旧き都のつと』、女学雑誌（1886.5）
- 『In Memoriam』（明治女学校初代校長木村鐙子を弔う詩）、女学雑誌（1886.10）
- 『お向ふの離れ』、女学雑誌（1889.10）
- 『すみれ』、女学雑誌（1889.10 - 12）
- 『忘れ形見』（プロクター（Adelaide Anne Procter）の詩 "The Sailor Boy" の翻案）、女学雑誌（1890.1 - 3）
- テニソン：『イナック・アーデン』、女学雑誌（1890.1 - 3）
- バーネット：『小公子』、女学雑誌（1890.8-1892.1）
- 『我宿の花』、女学雑誌（1892.3 - 1893.2）
- 『人さまざま』、女学雑誌（1892. 6. 8）
- ディケンズ：『雛嫁』（『デイヴィッド・コパフィールド』の部分訳）、国民の友（1892.8）
- インジロー（Jean Ingelow）：『ローレンス』、女学雑誌（1893.1 - 3）
- バーネット『セイラ・クルーの話』（小公女）、少年園（1893.9 - 1894.4）
- 『ストウ女子小説の一節 大学に入らんとして伯父を訪ふ』、評論（1893.9）
- ウィギン：『いわひ歌』（クリスマスの天使）、女学雑誌（1893.9 - 12）
- 『波のまにまに』、評論（1893.11. 12）
- 『Thinking of our Sister beyond the great sea』（海外のシスターを思う）、The Japan Evangelist（1894.6）
- 『おもひで』（絶筆）、少年世界（1896.1 - 3）

### 復刻
比較的新しい分に限った。
- 『お向ふの離れ』：（筑摩書房：『現代日本文学大系5』、筑摩書房（1972））に収録
- 巌本善治編：『巌本嘉志子英文遺稿集』、龍渓書舎（1982）
- 『女学雑誌』復刻版、臨川書店（1984）
- 『小公子』：岩波文庫 第30刷（1994）
- 尾崎るみ編：『若松賤子創作童話全集』（『ひろひ児』『林のぬし』『黄金機会』『鼻で鱒を釣つた話（実事）』『犬つくをどり』『病める母と二才の小悴』『砂糖のかくしどこ』『海底電信の話』『たんぽぽ』『鳥のはなし』『邪推深き後家』『水銀のはなし』『栄公の誕生日』『みとり』『着物の生る木』『猫徳』『小遣ひ帳』『玉とお染さん』『三ツ宛』『おもひで』）久山社 日本児童文化史叢書4（1995）ISBN 9784906563647
- 川戸道昭・榊原貴教編：『明治の女流文学1 翻訳編 若松賤子集』（ロングフェロー：『世渡りの歌』、プロクター：『まどふこゝろの歌』『優しき姫の物語』『忘れ形見』『わが宿の花』、テニソン：『イナック・アーデン物語』『おうな』、ディケンズ：『雛嫁』、インジロー：『ローレンス』『淋しき岩の話』、ウィギン：『いわひ歌』、作者不詳：『人さまざま』『黄金機会』『アンセルモ物語』『勇士最後の手帋』）、五月書房 明治文学復刻叢書（2000）ISBN 9784772703253
- 『セイラ・クルーの話』：「川戸道昭、榊原貴教編：『明治翻訳文学全集』 新聞雑誌編21』、大空社（2000）」所収